# جيمس ر. موريارتي
جيمس ر. موريارتي (بالإنجليزية: James Robert Moriarty)‏ هو محامي أمريكي، ولد في 10 سبتمبر 1946 في سكنيكتادي في الولايات المتحدة.